# Ассоциированное семейство

Анимация, показывающая изменение геликоида при изменении.

Ассоциированное семейство (или семейство Бонне) минимальной поверхности — однопараметрическое семейство минимальных поверхностей, которые разделяют данные Вейерштрасса. 
Если поверхность имеет представление
{\displaystyle x_{k}(\zeta )=\Re \left\{\int _{0}^{\zeta }\varphi _{k}(z)\,dz\right\}+c_{k},\qquad k=1,2,3}
семейство описывается формулой
{\displaystyle x_{k}(\zeta ,\theta )=\Re \left\{e^{i\theta }\int _{0}^{\zeta }\varphi _{k}(z)\,dz\right\}+c_{k},\qquad \theta \in [0,2\pi ]}
При {\displaystyle \theta =\pi /2} поверхность называется сопряжённой поверхности {\displaystyle \theta =0}.
Преобразование можно рассматривать как  локальное вращение направлений главной кривизны. Нормали поверхности точки с фиксированным {\displaystyle \zeta } остаются неизменными при изменении {\displaystyle \theta }. Сама точка движется по эллипсу .
Некоторые примеры ассоциированных семейств поверхностей: семейства катеноидов и геликоидов, семейства Шварца P, Шварца D и гироидов, а также семейства первой и второй поверхностей Шерка. Поверхность Эннепера сопряжена с собой — она остаётся неизменной при изменении {\displaystyle \theta }.
Сопряжённые поверхности имеют следующее свойство: любая прямая на поверхности отражается в планарную геодезическую линию на сопряжённой поверхности и наоборот. Если кусок поверхности ограничен прямой, то сопряжённый кусок ограничен плоской линией симметрии. Это полезно при построении минимальных поверхностей путём перехода в сопряжённое пространство: ограничение плоскостями эквивалентно ограничению многоугольником.
Имеются аналоги ассоциированным семействам минимальных поверхностей в пространствах более высокой размерности и для многообразий.